# بيث بلوم
بيث بلوم (بالإنجليزية: Beth Bloom)‏ هي محامية وقاضية أمريكية، ولدت في 24 يونيو 1962 في ذا برونكس في الولايات المتحدة.